# Noites Brancas (filme)
Noites Brancas (em italiano:  Le notti bianche; em francês:  Nuits blanches) é um filme franco-italiano  de 1957, dirigido por Luchino Visconti, com roteiro baseado no conto homônimo de Fiódor Dostoiévski.

## Sinopse
O filme conta a história de Mario, um homem solitário que encontra a bela Natalia chorando em uma ponte. Ao longo das noites, Natalia conta a Mario a história de sua paixão por um homem misterioso que hospedou-se na pensão de sua avó, e de como ele a deixou, um ano atrás, prometendo voltar. Encantado com a inocência da moça Mario se apaixona e tenta fazer com que ela esqueça o antigo namorado.

## Elenco
- Marcello Mastroianni .... Mario
- Maria Schell .... Natalia
- Jean Marais .... Tenant
- Marcella Rovena .... dona da pensão
- Maria Zanoli .... empregada
- Elena Fancera .... caixa

## Principais prêmios e indicações
Festival de Veneza 1957 (Itália)
- Luchino Visconti recebeu o Leão de Prata.[carece de fontes?]
- Indicado ao Leão de Ouro.[carece de fontes?]

Premios Sant Jordi 1960 (Espanha)
- Venceu nas categorias de melhor diretor estrangeiro e melhor roteiro estrangeiro.[carece de fontes?]